# Шалер (затока)
Затока Шалер (фр. baie-des-Chaleurs, англ. Chaleur Bay, у перекладі з французької — «Тепла затока») — частина Затоки Святого Лаврентія, що розділяє півострів Ґаспе (Квебек) і Нью-Брансвік (Канада). Ширина — коло 50 кілометрів.
Назва дана Жаком Картьє, який у свій час побачив туман над затокою і помилково вирішив, що вода у ній тепла.
Індіанці племені Мікмак назвали затоку Мовебактабаак (Mowebaktabaak) — «Велика затока».